# استان مونسنیور نوول
استان مونسنیور نوول (به لاتین: Monseñor Nouel Province) یک استان در جمهوری دومینیکن است.
مساحت این استان ۹۹۲٫۳۹ کیلومتر مربع و جمعیت آن در سال ۲۰۱۴ میلادی ۲۰۳٬۱۸۳ نفر می‌باشد.